# 1. division 2021
La 1. division 2021 è  il campionato di football americano di secondo livello, organizzato dalla DAFF.

## Squadre partecipanti
| Club               | Città         | Stadio | Sponsor ufficiale | Risultato nella stagione 2020 |
| ------------------ | ------------- | ------ | ----------------- | ----------------------------- |
| Aarhus Tigers      | Aarhus        |        |                   |                               |
| Amager Demons      | Tårnby        |        |                   |                               |
| Avedøre Monarchs   | Hvidovre      |        |                   |                               |
| Esbjerg Hurricanes | Esbjerg       |        |                   |                               |
| Frederikssund Oaks | Frederikssund |        |                   |                               |
| Herlev Rebels      | Herlev        |        |                   |                               |
| Holstebro Dragons  | Holstebro     |        |                   |                               |
| Kronborg Knights   | Helsingør     |        |                   |                               |
| Midwest Musketeers | Viborg        |        |                   |                               |
| Odense Badgers     | Odense        |        |                   |                               |
| Ørestaden Spartans | Kastrup       |        |                   |                               |

## Stagione regolare

### Calendario

#### 1ª giornata
| Viborg 15 maggio 2021, ore 14:00 | Midwest Musketeers | 6 – 10 referto | Holstebro Dragons | Houlkærhallen |

| Frederikssund 15 maggio 2021, ore 14:00 | Frederikssund Oaks | 13 – 28 referto | Herlev Rebels | Frederikssund Idrætsby |

| Odense 15 maggio 2021, ore 15:00 | Odense Badgers | 20 – 8 referto | Esbjerg Hurricanes | Bolbroparken |

| Helsingør 16 maggio 2021, ore 14:00 | Kronborg Knights | 13 – 18 referto | Amager Demons | Knights Field |

#### 2ª giornata
| Herlev 23 maggio 2021, ore 14:00 | Herlev Rebels | 30 – 8 referto | Avedøre Monarchs | Kildegårdsskolen |

| Holstebro 23 maggio 2021, ore 16:00 | Holstebro Dragons | 0 – 50 (a tavolino) referto | Aarhus Tigers | Idrætscenter Vest |

#### 3ª giornata
| Holstebro 29 maggio 2021, ore 14:00 | Holstebro Dragons | 0 – 26 referto | Odense Badgers | Idrætscenter Vest |

| Copenaghen 29 maggio 2021, ore 14:00 | Ørestaden Spartans | 21 – 6 referto | Kronborg Knights | Boldfælleden |

| Esbjerg 30 maggio 2021, ore 14:00 | Esbjerg Hurricanes | 36 – 0 referto | Midwest Musketeers | Skibhøj Idrætsanlæg |

#### 4ª giornata
| Viby J 5 giugno 2021, ore 14:00 | Aarhus Tigers | 54 – 7 referto | Odense Badgers | Bøgeskov Idrætsanlæg |

| Kastrup 5 giugno 2021, ore 14:00 | Amager Demons | 24 – 6 referto | Frederikssund Oaks | Bag Amagerhallen |

#### 5ª giornata
| Esbjerg 12 giugno 2021, ore 13:00 | Esbjerg Hurricanes | 35 – 19 referto | Holstebro Dragons | Skibhøj Idrætsanlæg |

| Copenaghen 12 giugno 2021, ore 14:00 | Ørestaden Spartans | 27 – 7 referto | Frederikssund Oaks | Boldfælleden |

#### 6ª giornata
| Kastrup 19 giugno 2021, ore 14:00 | Amager Demons | 36 – 64 referto | Herlev Rebels | Tårnby Stadion |

| Viborg 20 giugno 2021, ore 14:00 | Midwest Musketeers | 0 – 50 (a tavolino) referto | Aarhus Tigers | Houlkærhallen |

#### 7ª giornata
| Hvidovre 8 agosto 2021, ore 14:00 | Avedøre Monarchs | 8 – 23 referto | Ørestaden Spartans | Hvidovre Gymnasium |

#### 8ª giornata
| Odense 14 agosto 2021, ore 14:00 | Odense Badgers | 50 – 0 (a tavolino) referto | Avedøre Monarchs | Bolbroparken |

| Herlev 14 agosto 2021, ore 14:00 | Herlev Rebels | 50 – 0 (a tavolino) referto | Midwest Musketeers | Kildegårdsskolen |

| Frederikssund 15 agosto 2021, ore 14:00 | Frederikssund Oaks | 17 – 14 referto | Kronborg Knights | Frederikssund Idrætsby |

| Viby J 15 agosto 2021, ore 14:00 | Aarhus Tigers | 52 – 6 referto | Esbjerg Hurricanes | Bøgeskov Idrætsanlæg |

#### 9ª giornata
| Esbjerg 21 agosto 2021, ore 14:00 | Esbjerg Hurricanes | 28 – 26 referto | Amager Demons | Skibhøj Idrætsanlæg |

| Copenaghen 21 agosto 2021, ore 14:00 | Ørestaden Spartans | 6 – 28 referto | Aarhus Tigers | Boldfælleden |

| Odense 22 agosto 2021, ore 14:00 | Odense Badgers | 50 – 0 (a tavolino) referto | Midwest Musketeers | Bolbroparken |

| Helsingør 22 agosto 2021, ore 14:00 | Kronborg Knights | 50 – 0 (a tavolino) referto | Avedøre Monarchs | Knights Field |

#### 10ª giornata
| Frederikssund 28 agosto 2021, ore 14:00 | Frederikssund Oaks | 38 – 0 referto | Holstebro Dragons | Frederikssund Idrætsby |

| Herlev 28 agosto 2021, ore 14:00 | Herlev Rebels | 36 – 0 referto | Ørestaden Spartans | Kildegårdsskolen |

| Hvidovre 29 agosto 2021, ore 14:00 | Avedøre Monarchs | 6 – 36 referto | Amager Demons | Hvidovre Gymnasium |

#### 11ª giornata
| Helsingør 4 settembre 2021, ore 14:00 | Kronborg Knights | 13 – 17 referto | Esbjerg Hurricanes | Knights Field |

| Holstebro 4 settembre 2021, ore 14:00 | Holstebro Dragons | 24 – 62 referto | Herlev Rebels | Idrætscenter Vest |

#### 12ª giornata
| Viborg 11 settembre 2021, ore 14:00 | Midwest Musketeers | 0 – 50 (a tavolino) referto | Ørestaden Spartans | Houlkærhallen |

| Kastrup 11 settembre 2021, ore 14:00 | Amager Demons | 8 – 21 referto | Odense Badgers | Bag Amagerhallen |

| Viby J 11 settembre 2021, ore 14:00 | Aarhus Tigers | 44 – 0 referto | Kronborg Knights | Bøgeskov Idrætsanlæg |

| Hvidovre 11 settembre 2021, ore 15:00 | Avedøre Monarchs | 6 – 42 referto | Frederikssund Oaks | Hvidovre Gymnasium |

### Classifica
La classifica della regular season è la seguente:
- PCT = percentuale di vittorie, G = partite giocate, V = partite vinte,  P = partite perse, PF = punti fatti, PS = punti subiti

#### Vest
| Pos. | Squadra            | PCT   | G | V | N | P | PF  | PS  |
| ---- | ------------------ | ----- | - | - | - | - | --- | --- |
| 1    | Aarhus Tigers      | 1.000 | 6 | 6 | 0 | 0 | 278 | 19  |
| 2    | Odense Badgers     | .833  | 6 | 5 | 0 | 1 | 174 | 70  |
| 3    | Esbjerg Hurricanes | .667  | 6 | 4 | 0 | 2 | 130 | 130 |
| 4    | Holstebro Dragons  | .167  | 6 | 1 | 0 | 5 | 53  | 217 |
| 5    | Midwest Musketeers | .000  | 6 | 0 | 0 | 6 | 6   | 246 |

#### Øst
| Pos. | Squadra            | PCT   | G | V | N | P | PF  | PS  |
| ---- | ------------------ | ----- | - | - | - | - | --- | --- |
| 1    | Herlev Rebels      | 1.000 | 6 | 6 | 0 | 0 | 270 | 81  |
| 2    | Ørestaden Spartans | .667  | 6 | 4 | 0 | 2 | 127 | 85  |
| 3    | Amager Demons      | .500  | 6 | 3 | 0 | 3 | 146 | 138 |
| 4    | Frederikssund Oaks | .500  | 6 | 3 | 0 | 3 | 123 | 99  |
| 5    | Kronborg Knights   | .167  | 6 | 1 | 0 | 5 | 96  | 117 |
| 6    | Avedøre Monarchs   | .000  | 6 | 0 | 0 | 6 | 28  | 231 |

## Playoff

### Tabellone
|  | Wild card | Wild card          | Wild card     |                    |               | Semifinali    | Semifinali    | Semifinali |  |  | Finale | Finale | Finale |  |
|  |           |                    |               |                    |               |               |               |            |  |  |        |        |        |  |
|  |           |                    |               |                    |               | 1Ø            | Herlev Rebels | 12         |  |  |        |        |        |  |
|  |           |                    |               |                    |               | 1Ø            | Herlev Rebels | 12         |  |  |        |        |        |  |
|  |           |                    |               | Odense Badgers     | 7             |               |               |            |  |  |        |        |        |  |
|  | 2V        | Odense Badgers     | 34            | Odense Badgers     | 7             |               |               |            |  |  |        |        |        |  |
|  | 2V        | Odense Badgers     | 34            |                    |               |               |               |            |  |  |        |        |        |  |
|  | 3Ø        | Amager Demons      | 16            |                    |               |               |               |            |  |  |        |        |        |  |
|  | 3Ø        | Amager Demons      | 16            |                    | Herlev Rebels | Herlev Rebels | 14            |            |  |  |        |        |        |  |
|  |           |                    |               |                    |               |               |               |            |  |  |        |        |        |  |
|  |           |                    | Aarhus Tigers | Aarhus Tigers      | 58            |               |               |            |  |  |        |        |        |  |
|  |           |                    |               | Aarhus Tigers      | 58            |               |               |            |  |  |        |        |        |  |
|  |           |                    |               |                    |               |               |               |            |  |  |        |        |        |  |
|  |           |                    |               |                    |               |               |               |            |  |  |        |        |        |  |
|  |           | 1V                 | Aarhus Tigers | 44                 |               |               |               |            |  |  |        |        |        |  |
|  |           |                    |               | 44                 |               |               |               |            |  |  |        |        |        |  |
|  |           |                    |               | Ørestaden Spartans | 0             |               |               |            |  |  |        |        |        |  |
|  | 2Ø        | Ørestaden Spartans | 14            | Ørestaden Spartans | 0             |               |               |            |  |  |        |        |        |  |
|  | 2Ø        | Ørestaden Spartans | 14            |                    |               |               |               |            |  |  |        |        |        |  |
|  | 3V        | Esbjerg Hurricanes | 0             |                    |               |               |               |            |  |  |        |        |        |  |

### Wild card
| Odense 18 settembre 2021, ore 14:00 | Odense Badgers | 34 – 16 referto | Amager Demons | Bolbroparken |

| Copenaghen 19 settembre 2021, ore 14:00 | Ørestaden Spartans | 14 – 0 referto | Esbjerg Hurricanes | Boldfælleden |

### Semifinali
| Herlev 25 settembre 2021, ore 13:00 | Herlev Rebels | 12 – 7 referto | Odense Badgers | Kildegårdsskolen |

| Viby J 25 settembre 2021, ore 15:00 | Aarhus Tigers | 44 – 0 referto | Ørestaden Spartans | Bøgeskov Idrætsanlæg |

### Finale
| Viby J 10 ottobre 2021, ore 14:00 | Aarhus Tigers | 58 – 14 referto | Herlev Rebels | Bøgeskov Idrætsanlæg |

## Verdetti
- Aarhus Tigers vincitori della 1. division 2021